# Rakouské Nizozemí
Rakouské Nizozemí (nizozemsky Oostenrijkse Nederlanden, francouzsky Pays-Bas Autrichiens, německy Österreichische Niederlande) byl územně správní celek Habsburské monarchie a současně stát Svaté říše římské (náležící k Burgundskému říšskému kraji), který zbyl ze Španělského Nizozemí po Utrechtském míru (1713), jenž následoval po válce o španělské dědictví (1701–1714).

## Mapy

Členění Rakouského Nizozemí v roce 1786
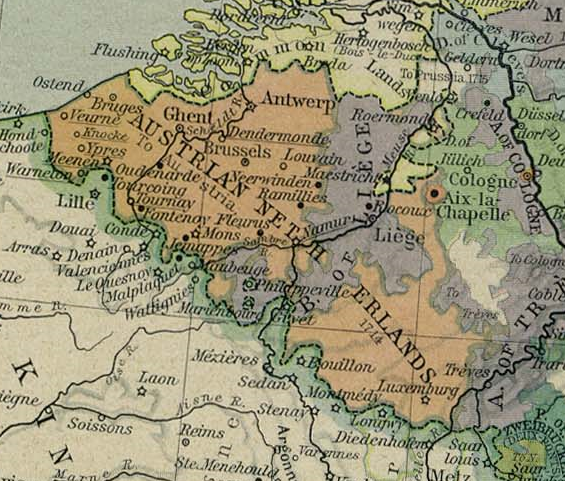
Rakouské Nizozemí v roce 1786 (oranžové)